# Celia Ballester
Celia Ballester es una actriz de televisión, teatro y doblaje española. Como actriz de televisión, se le conoce principalmente por su papel en Hospital Central (2000), Policías, en el corazón de la calle (2000), Juan y Manuela (1974) y Mujeres insólitas (1977).
Como actriz de doblaje es conocida por prestar su voz a distintos personajes de los Simpsons como: Ralph Wiggum, Kearney y Nelson Muntz. También pone su voz a Milhouse Van Houten y Todd Flanders, junto con el hijo mayor de los Flanders, Rod, en la segunda temporada. 
Ha realizado el doblaje al español del personaje Sheila Broflovski en los videojuegos de South Park: Retaguardia en peligro (2017) y Casa Bonita hasta el amanecer (2018).